# امامزاده اباذر زیدون
امامزاده اباذر زیدون مربوط به دوره قاجار است و در شهرستان بهبهان، بخش زیدون، روستای اباذر واقع شده است، بانی بنا مرحوم غلامشاه خادمی و معمار آن محمد جواد دزفولی ست.امامزاده دارای دارای کتیبه، نقاشی،آیینه کاری و کاشی کاری های زیبا و بی نظیری بود که در روند توسعه و بازسازی آن تخریب گردید. این اثر در تاریخ ۵ تیر ۱۳۸۴ با شمارهٔ ثبت ۱۱۹۶۳ به‌عنوان یکی از آثار ملی ایران به ثبت رسیده است.